# Gubernia sankt-petersburska
Gubernia sankt-petersburska (ros. Санкт-Петербургская губерния) – historyczna jednostka administracyjna Rosji, gubernia ze stolicą w Sankt Petersburgu, obejmująca tereny na północnym zachodzie europejskiej części Imperium Rosyjskiego.

## Nazwa
Jako jedna z ośmiu guberni, na które Piotr I Wielki podzielił państwo rosyjskie w 1708 roku powstała gubernia ingermanlandzka (ze stolicą w Szlisselburgu), nazwana tak od używanej wtedy nazwy Ingermanlandia na określenie Ingrii (po rosyjsku nazywanej też Iżora). W związku z rozwojem Petersburga, gubernia ingermanlandzka w 1710 r. została przekształcona w sankt-petersburską (ros. Санкт-Петербургская губерния) poprzez zmianę nazwy i przeniesienie siedziby władz gubernialnych.
Później konsekwentnie przemianowywano gubernię wraz ze zmianami nazwy jej stolicy:
- w 1914 na piotrogrodzką (ros. Петроградская губерния),
- w 1924 na leningradzką (ros. Ленинградская губерния).

## Administracja
Na czele guberni stał gubernator. W latach 1719–1781 gubernia dzieliła się na 11 prowincji (z wojewodami na czele), prowincje dzieliły się na dystrykty (z komisarzami ziemskimi), w miastach wprowadzono magistraty o kompetencjach sądowych i administracyjnych. W 1727 zlikwidowano dystrykty i w ich miejsce utworzono ujezdy. Caryca Katarzyna II Wielka odebrała gubernatorom władzę sądowniczą oraz nadzór nad wojskiem, a na czele ujezdów postawiła isprawników wybieranych przez szlachtę.

## Obszar
Obszar guberni petersburskiej częściowo pokrywał się z obecnym obwodem leningradzkim. W związku ze zmianami w podziale terytorialnym Rosji kilkakrotnie zmieniały się granice i powierzchnia guberni.

## Demografia
Spis przeprowadzony w Rosji w roku 1897 wykazał, że gubernie zamieszkiwało 2 112 033. Według spisu podział narodowościowy przedstawiał się następująco:
- Rosjanie (w spisie jako Rosjanie występowali też Ukraińcy i Białorusini) – 1 741 395 (82,4%),
- Finowie – 130 413 (6,1%),
- Estończycy – 64 116 (3%),
- Niemcy – 63 457 (2,9%),
- Polacy – 45 009 (2,1%),
- Żydzi – 16 061 (0,75%),
- Łotysze – 10 251 (0,47%),
- Inni – 41 331 (2,28%).

### Ludność guberni w ujezdach według deklarowanego języka ojczystego 1897[4]
| Ujezd              | Rosjanie | Finowie | Estończycy | Niemcy | Polacy | Żydzi | Iżorowie | Łotysze | Ukraińcy | Tatarzy | Szwedzi | Litwini |
| ------------------ | -------- | ------- | ---------- | ------ | ------ | ----- | -------- | ------- | -------- | ------- | ------- | ------- |
| Gubernia ogółem    | 81,9%    | 6,2%    | 3,0%       | 3,0%   | 2,1%   | 0,8%  | 0,6%     | 0,5%    | 0,4%     | 0,3%    | 0,2%    | 0,2%    |
| Gdowski            | 88,9%    | 0,2%    | 10,5%      | 0,2%   | …      | …     | …        | …       | …        | …       | …       | …       |
| Łuski              | 91,7%    | …       | 3,6%       | 0,7%   | 0,7%   | 0,4%  | 0,5%     | 1,3%    | …        | …       | …       | …       |
| Nowoładoski        | 99,1%    | 0,1%    | 0,1%       | …      | …      | 0,1%  | …        | 0,3%    | …        | …       | …       | …       |
| Peterhofski        | 67,7%    | 13,2%   | 6,2%       | 2,4%   | 1,9%   | 0,9%  | 4,7%     | 0,6%    | 1,0%     | 0,4%    | 0,2%    | 0,1%    |
| Sankt-Petersburski | 85,4%    | 2,9%    | 1,0%       | 4,0%   | 2,8%   | 0,9%  | …        | 0,5%    | 0,4%     | 0,4%    | 0,4%    | 0,3%    |
| Carskosiolski      | 65,5%    | 25,7%   | 2,5%       | 2,1%   | 1,9%   | 0,5%  | …        | 0,4%    | 0,5%     | 0,2%    | …       | 0,2%    |
| Szlisselburski     | 55,3%    | 39,3%   | 1,7%       | 1,8%   | 0,6%   | 0,3%  | …        | 0,3%    | 0,1%     | …       | …       | …       |
| Jamburski          | 50,9%    | 14,2%   | 21,9%      | 2,6%   | 0,9%   | 0,8%  | 7,8%     | 0,2%    | …        | …       | …       | …       |

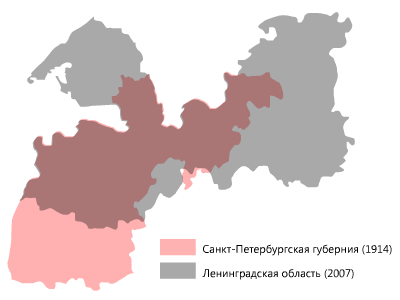
Porównanie obszaru guberni petersburskiej (w granicach z 1914) (kolor różowy) i obecnego obwodu leningradzkiego (kolor szary)

Według rosyjskiego spisu z 1897 roku, w guberni umiejętność czytania i pisania posiadało 62% ludności powyżej 9 roku życia.
Od 1914 gubernia piotrogrodzka, od 1924 – gubernia leningradzka. Gubernia leningradzka istniała do 1 sierpnia 1927 r., kiedy została zlikwidowana postanowieniem Prezydium WCIK.

## Literatura
- Ludwik Bazylow: Historia Rosji. Wrocław: Ossolineum, 1985. ISBN 83-04-01593-5. Brak numerów stron w książce
- Отечественная история. XIX век. Атлас. Москва: АСТ-Пресс, 1998. ISBN 5-7805-0306-0. Brak numerów stron w książce